# Michel Philibert
Pour les articles homonymes, voir Philibert.
Michel Philibert (5 janvier 1921 à Paris - 8 juillet 1991 en Suisse) est un philosophe français. Il est principalement connu pour ses travaux en gérontologie.

## Biographie

### Gérontologie
Michel Philibert enseigne la philosophie au lycée de Metz puis au lycée Champollion de Grenoble. Durant cette période, il prépare sa thèse qu'il soutient en 1968 sur le thème du vieillissement. "L'échelle des âges" figure parmi les premiers travaux qui formulent la question du vieillissement en termes philosophiques.
En 1970, il fonde avec le Docteur Robert Hugonot, gériatre au CHU de Grenoble, le Centre Pluridisciplinaire de Gérontologie de Grenoble (CPDG). Il dirige ce centre jusqu'à la fin des années 80.
Il est également fondateur (avec Robert Hugonot et Henri Péquignot) et rédacteur en chef de la revue Gérontologie, à l'initiative de l'Université du 3e âge.
Par son "Manifeste pour un centre universitaire inter-ages à Grenoble", il suscite la fondation de l'Université Inter-Âges du Dauphiné (UIAD).
À Saint-Martin-d'Hères, l'unité de soins longue durée porte son nom.

### Divers
Étudiant, Michel Philibert est secrétaire général permanent du centre inter-faculté, une section de "Peuple et Culture" créée à Grenoble dès 1944. Très actif, il préside l'association "Pour une maison de la culture" à Grenoble en 1964, et devient le premier président de l'Association de gestion de la maison de la culture de Grenoble (aujourd'hui connue sous le nom de MC2) de 1968 à 1973. Les directeurs en sont alors Didier Béraud, puis Catherine Tasca.
Nommé maître de conférences puis professeur de philosophie à l'université de Grenoble, enseignant à l'institut d'études politiques de Grenoble, il donne un cours public sur le cinéma
Il est membre du Conseil de la Fédération protestante de France.
Il apparaît dans le film de René Allio, Moi, Pierre Rivière, ayant égorgé ma mère, ma sœur et mon frère...
Il est le père du cinéaste Nicolas Philibert.